# عزلة الشرف (إب)

تعديل مصدري - تعديل

عزلة الشرف هي إحدى عزل مديرية المخادر في محافظة إب اليمنية ويبلغ تعداد سكانها 9860 نسمة حسب التعداد السكاني في اليمن لعام 2004.